# Боре (Во)
Боре (фр. Borex) — громада  в Швейцарії в кантоні Во, округ Ньйон.

## Географія
Громада розташована на відстані близько 120 км на південний захід від Берна, 39 км на південний захід від Лозанни.
Боре має площу 2 км², з яких на 20,9% дозволяється будівництво (житлове та будівництво доріг), 77,6% використовуються в сільськогосподарських цілях, 1,5% зайнято лісами, 0% не є продуктивними (річки, льодовики або гори).

## Демографія
2019 року в громаді мешкало 1128 осіб (+31,6% порівняно з 2010 роком), іноземців було 29,3%. Густота населення становила 567 осіб/км².
За віковим діапазоном населення розподілялося таким чином: 25,8% — особи молодші 20 років, 58,5% — особи у віці 20—64 років, 15,7% — особи у віці 65 років та старші. Було 449 помешкань (у середньому 2,5 особи в помешканні).
Із загальної кількості 104 працюючих 24 було зайнятих в первинному секторі, 8 — в обробній промисловості, 72 — в галузі послуг.